# Rue de Périgueux
Pour les articles homonymes, voir Périgueux (homonymie).
La rue de Périgueux est une voie du 19e arrondissement de Paris, en France. 

## Situation et accès
La rue de Périgueux est une voie publique située dans le 19e arrondissement de Paris. Elle débute au 106, boulevard Sérurier et se termine au 5, boulevard d'Indochine.

## Origine du nom

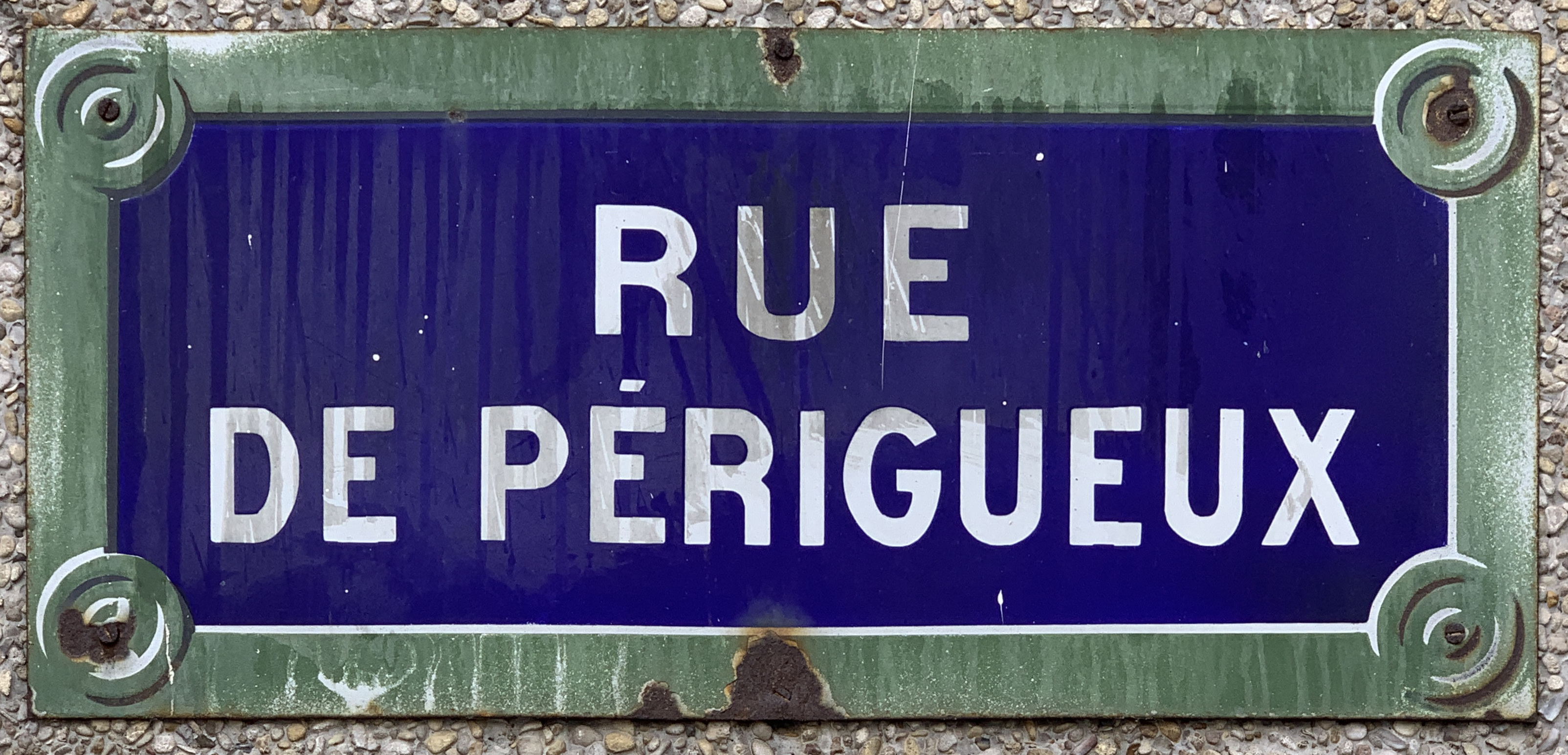
Plaque de la rue.

Cette voie a pris le nom de la préfecture du département de la Dordogne, Périgueux.

## Historique
La rue a été ouverte par l'Office public d'habitations de la ville de Paris et a pris sa dénomination actuelle, en 1934, sur l'emplacement du bastion no 23 de l'enceinte de Thiers.